# Mannar (Distrikt)
Koordinaten: 8° 59′ N, 79° 55′ O
Der Distrikt Mannar (Tamil: மன்னார் மாவட்டம் Maṉṉār Māvaṭṭam, Singhalesisch: මන්නාරම දිස්ත්‍රික්කය Mannārama distrikkaya) ist ein Distrikt in der Nordprovinz Sri Lankas. Der Hauptort ist die Stadt Mannar auf der gleichnamigen Insel. Der Distrikt Mannar gehörte zu den 1983 bis 2009 vom Bürgerkrieg in Sri Lanka betroffenen Gebieten.
Der Distrikt Mannar liegt im Nordwesten der Insel an der Westküste Sri Lankas am Golf von Mannar und gehört zur Nordprovinz. Nachbardistrikte sind Kilinochchi im Norden, Mullaitivu im Nordosten, Vavuniya im Osten und Südosten, Anuradhapura und Puttalam im Süden und der Golf von Mannar im Westen.
Der Distrikt Mannar hat eine Fläche von 1996 Quadratkilometern (davon 1880 Quadratkilometer Land und 116 Quadratkilometer Binnengewässer). Damit ist er flächenmäßig auf Rang 13 der Distrikte Sri Lankas.

## Bevölkerung
Nach der Volkszählung 2012 hat der Distrikt Mannar 99.570 Einwohner. Damit ist er nach dem Distrikt Mullaitivu gemessen an der Einwohnerzahl der zweitkleinste Distrikt Sri Lankas. Mit nur 53 Einwohnern pro Quadratkilometer ist er sehr dünn besiedelt und die Bevölkerungsdichte liegt deutlich unter dem Durchschnitt Sri Lankas (325 Einwohner pro Quadratkilometer). Von den Bewohnern waren 50.053 (50,27 %) männlichen und 49.517 (49,73 %) weiblichen Geschlechts. Die Bevölkerung ist ausgesprochen jung. Dies verdeutlicht ein Blick auf die Altersverteilung.
| Alter  | 0–9 Jahre | 10–19 Jahre | 20–29 Jahre | 30–39 Jahre | 40–49 Jahre | 50–59 Jahre | 60–79 Jahre | 80 Jahre und mehr |
| Anzahl | 18.695    | 19.986      | 15.683      | 15.094      | 12.118      | 9.742       | 7.625       | 627               |
| Anteil | 18,78 %   | 20,07 %     | 15,75 %     | 15,16 %     | 12,17 %     | 9,78 %      | 7,66 %      | 0,63 %            |

### Bevölkerung des Distrikts nach Volksgruppen
Die sri-lankischen Tamilen stellen die Bevölkerungsmehrheit der Einwohnerschaft des Distrikts Mannar. Doch gibt es große Minderheiten anderer Volksgruppen.
Sri-lankische Tamilen
Die sri-lankischen Tamilen stellen die größte Volksgruppe. In vier der fünf Divisions stellen sie die Bevölkerungsmehrheit. Überdurchschnittlich vertreten sind sie in der Division Nanaddan (93,95 % Sri-lankische Tamilen). In der Division Musalai sind sie mit 3.094 Personen (38,11 %) nur die zweitstärkste Volksgruppe. Ihr Anteil bewegt sich zwischen 38,11 % in Musalai und 93,95 % in Nanaddan.
Moors
Zweitstärkste Volksgruppe und somit größte Minderheit sind die Moors oder tamilischsprachigen Muslime. Sie sind die größte Bevölkerungsgruppe in der Division Musalai (59,74 % Moors). Auch in der Division Mannar Town (17,78 %) sind sie weit überdurchschnittlich vertreten. Ihr Anteil bewegt sich zwischen 3,66 % in Nanaddan und 59,74 % in Musulai.
Singhalesen
Der Anteil der Singhalesen ist auch heute noch gering. Die Volkszählung von 1881 ergab eine Anzahl von 142 Singhalesen (0,67 % der Einwohnerschaft). Bis 1921 schwankte er im Bereich von 0,81 bis 2,5 %. Danach kam es zu vermehrter Zuwanderung von Angehörigen dieser Volksgruppe und der Anteil stieg bis zum Beginn des Bürgerkriegs auf 8,17 %. Viele singhalesische Neusiedler kehrten dann dem Kampfgebiet den Rücken. Der singhalesische Bevölkerungsanteil bewegt sich zwischen 1,54 % in Nanaddan und 4,32 % in Madhu.
Indische Tamilen
Die indischstämmigen Tamilen sind Nachfahren von Einwanderern aus Indien während der britischen Kolonialherrschaft. Bei der Volkszählung 1946 betrug ihr Bevölkerungsanteil im Distrikt Mannar noch 11,2 %. Dieser Wert stieg 1953 sogar noch auf 18,3 % (oder 7979 Personen). Bis zum Beginn des Bürgerkriegs stieg ihre Zahl stetig, doch verringerte sich ihr Anteil an der Bevölkerung von Volkszählung zu Volkszählung. Heute ist ihre Volksgruppe fast gänzlich verschwunden. Selbst in ihrer einstigen Hochburg Mannar Town sind es nur noch 433 Personen oder 0,85 % der Einwohnerschaft.
Übrige Volksgruppen
Die Malaien, Burgher und Sri Lanka Chetties sind kleine Minderheiten. Fast ganz verschwunden ist die Volksgruppe der Indischen Moors (1946 noch 2,87 % der Bewohner oder rund 900 Menschen).
| Jahr                                              | Singhalesen1 | Singhalesen1 | Sri-Lanka-Tamilen2 | Sri-Lanka-Tamilen2 | Tamilen2 | Tamilen2 | Moors3 | Moors3  | Burgher | Burgher | Malaien | Malaien | Andere4 | Andere4 | Total   | Total    |
| Jahr                                              | No.          | %            | No.                | %                  | No.      | %        | No.    | %       | No.     | %       | No.     | %       | No.     | %       | No.     | %        |
| ------------------------------------------------- | ------------ | ------------ | ------------------ | ------------------ | -------- | -------- | ------ | ------- | ------- | ------- | ------- | ------- | ------- | ------- | ------- | -------- |
| 1981                                              | 8.683        | 8,17 %       | 54.474             | 51,28 %            | 13.850   | 13,04 %  | 27.717 | 26,09 % | 36      | 0,03 %  | 35      | 0,03 %  | 1.440   | 1,36 %  | 106.235 | 100,00 % |
| 2012                                              | 2.305        | 2,31 %       | 80.103             | 80,45 %            | 692      | 0,69 %   | 16.436 | 16,51 % | 12      | 0,01 %  | 11      | 0,01 %  | 11      | 0,01 %  | 99.570  | 100,00 % |
| Quelle: Volkszählungen in Sri Lanka 1981 und 2012 |              |              |                    |                    |          |          |        |         |         |         |         |         |         |         |         |          |

1 Tiefland- und Kandy-Singhalesen zusammen2 Sri-Lanka-Tamilen und indische Tamilen separat 3 nur sri-lankische Moors4 davon 2012 1 Sri Lanka Chetty und keine Bharathas

### Bevölkerung des Distrikts nach Bekenntnissen
Die Verteilung der Glaubensbekenntnisse ist nur teilweise ein Spiegelbild der ethnischen Verhältnisse. Bei genauerer Betrachtung gibt es bedeutende Unterschiede zum Rest des Landes. Der Hinduismus, dem nur rund 30 % der sri-lankischen und indischen Tamilen angehört, ist im Distrikt Mannar nur die zweitstärkste Glaubensgemeinschaft. Innerhalb der fünf Divisions gibt es allerdings große Unterschiede. Die Extreme sind Madhu (54 % Hindus und 46 % Christen unter den Tamilen) und Musalai (11 % Hindus und 89 % Christen unter den Tamilen). An dritter Stelle steht der Islam, dem die Moors und Malaien angehören. In der Division Musalai sind die Muslime sogar die Bevölkerungsmehrheit (59,71 % Anteil). Der Buddhismus ist nur die viertstärkste Religionsgruppe. Doch gehören mehr als 500 Singhalesen (rund 20 % ihrer Volksgruppe) und etwa 55.000 Tamilen (fast 70 % ihrer Volksgruppe) dem Christentum an. Deshalb ist eine Mehrheit der Bevölkerung Mitglied der Römisch-Katholischen Kirche.

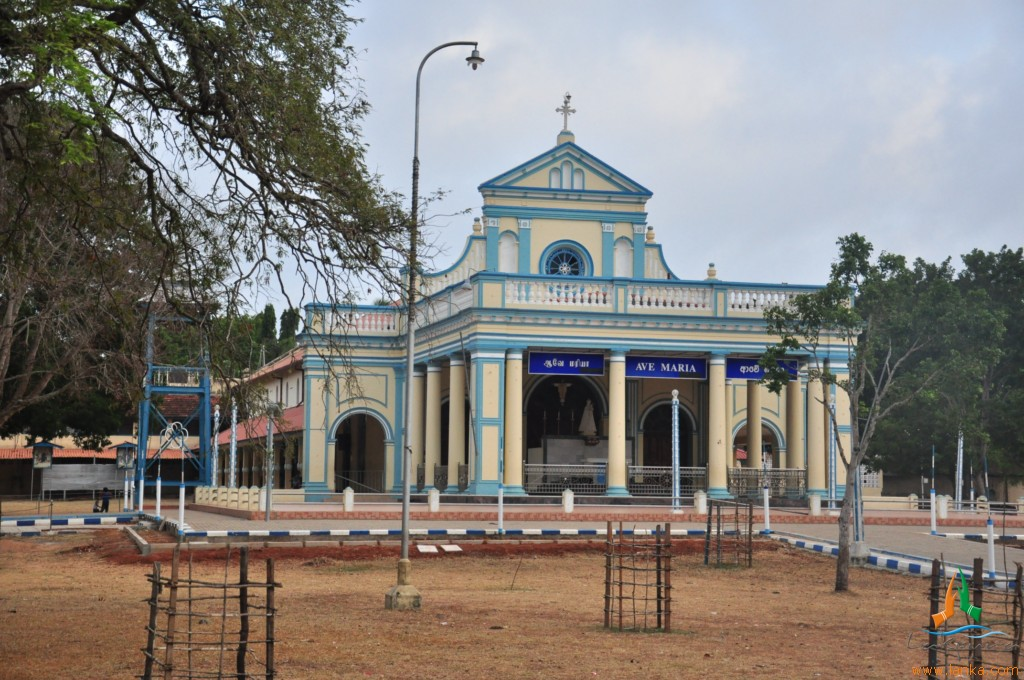
Die Marienkirche von Madhu

| Jahr                                              | Buddhisten | Buddhisten | Hindus | Hindus  | Muslime | Muslime | Katholiken | Katholiken | andere Christen | andere Christen | Andere | Andere | Total   | Total    |
| Jahr                                              | No.        | %          | No.    | %       | No.     | %       | No.        | %          | No.             | %               | No.    | %      | No.     | %        |
| ------------------------------------------------- | ---------- | ---------- | ------ | ------- | ------- | ------- | ---------- | ---------- | --------------- | --------------- | ------ | ------ | ------- | -------- |
| 1981                                              | 3.363      | 3,17 %     | 28.885 | 27,19 % | 29.161  | 27,45 % | 43.633     | 41,07 %    | 1.056           | 0,99 %          | 137    | 0,13 % | 106.235 | 100,00 % |
| 2012                                              | 1.809      | 1,82 %     | 24.027 | 24,13 % | 16.512  | 16,58 % | 52.415     | 52,64 %    | 4.790           | 4,81 %          | 17     | 0,02 % | 99.570  | 100,00 % |
| Quelle: Volkszählungen in Sri Lanka 1981 und 2012 |            |            |        |         |         |         |            |            |                 |                 |        |        |         |          |

### Bevölkerungsentwicklung
Die Bevölkerung des Distrikts Mannar wuchs jahrzehntelang überdurchschnittlich im Vergleich mit dem ganzen Land. Dies änderte sich mit dem Beginn des Bürgerkriegs. Im Zeitraum von 1981 bis 2012 (den beiden letzten Volkszählungsjahren) betrug die Abnahme 6.665 Menschen. Dies ist ein Rückgang von 6,27 %. Dennoch hat sich die Einwohnerschaft seit der Unabhängigkeit mehr als verdreifacht (+ 216 %).
Der Bürgerkrieg in Sri Lanka hat deutliche Folgen für die Demografie des Distrikts gehabt. 1981, im Jahr der letzten Volkszählung vor Ausbruch des Bürgerkrieges, hatte der Distrikt Mannar noch 105.276 Einwohner gehabt. Die Einwohnerzahl des Distrikts ist also zwischen 1981 und 2012 um rund sechs Prozent zurückgegangen, während die Gesamtbevölkerung Sri Lankas im selben Zeitraum um 37 Prozent anstieg. Nach Regierungsstatistiken lebten im Distrikt Mannar im Jahr 2012 noch rund 4500 Binnenflüchtlinge und gut 34.000 Menschen, die vormaliger Vertreibung wieder angesiedelt wurden.

### Bedeutende Orte
Der Distrikt ist ländlich geprägt. Die Distrikthauptstadt Mannar (2012: 24.417 Bewohner) ist die einzige mittelgroße Stadt. Kleinstädte sind Madhu und Talaimannar.

## Verkehr

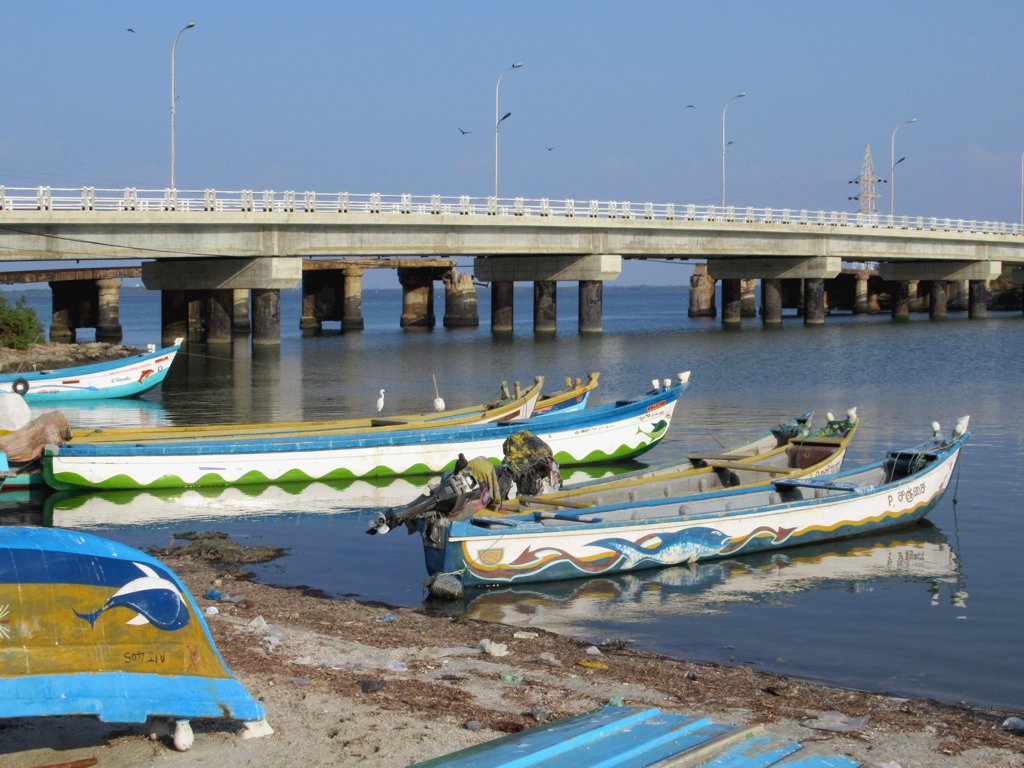
Mannar Bridge

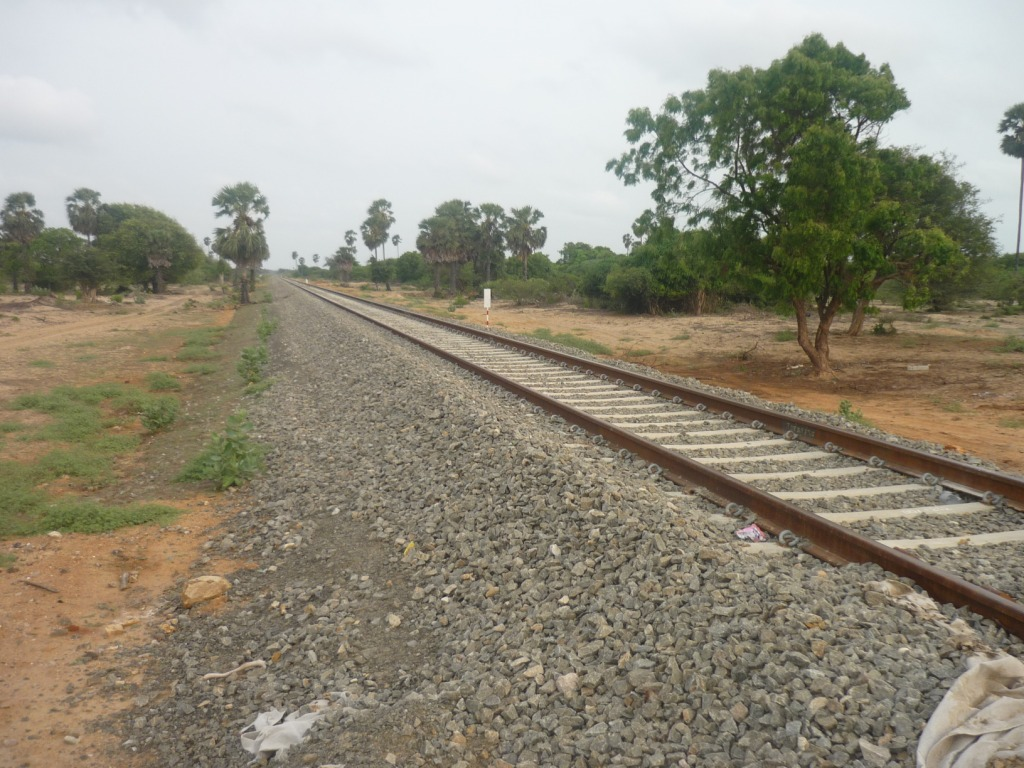
Mannar Line bei Puthukkudiyiruppu 2014

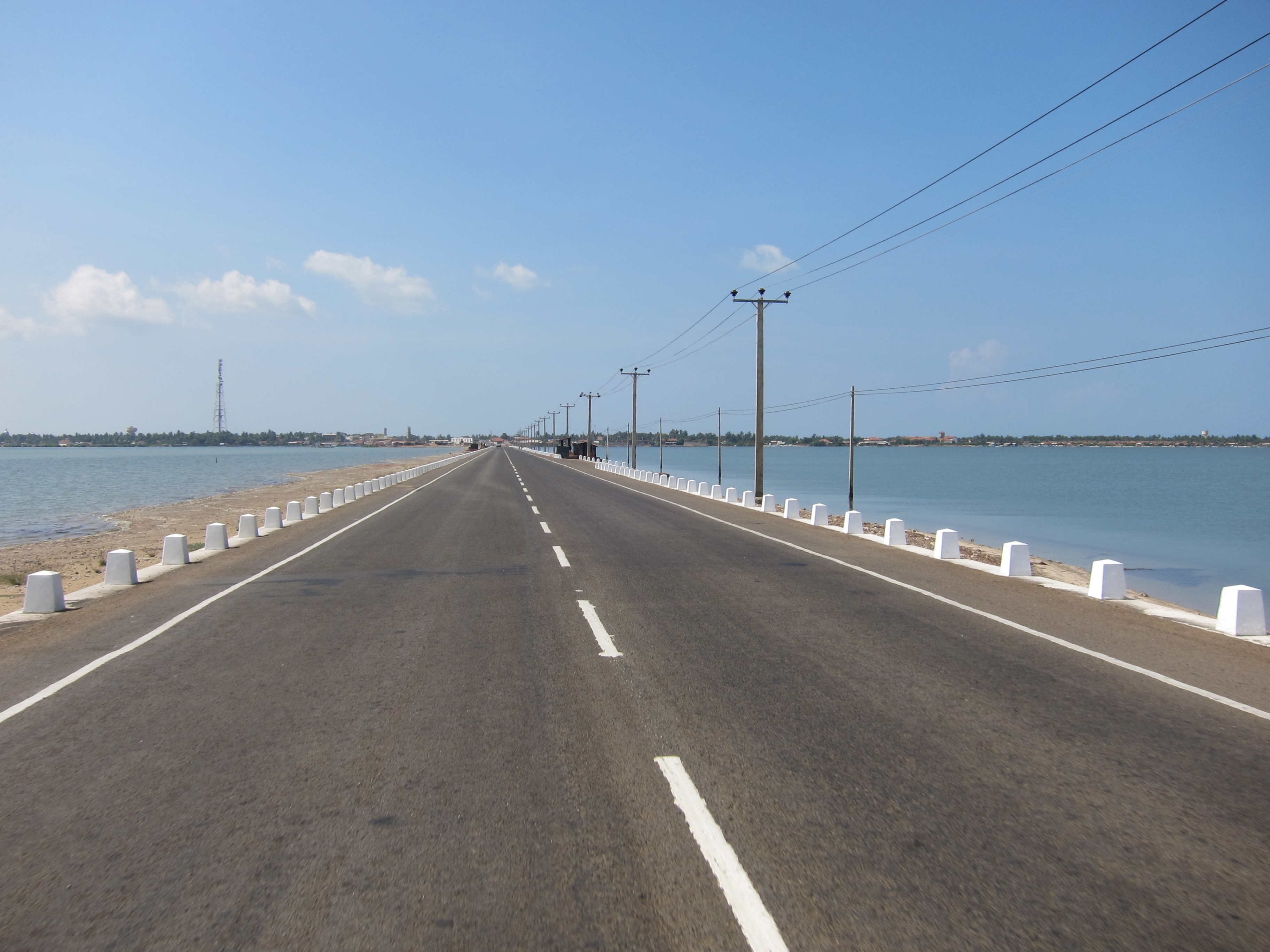
Die Dammstraße nach Mannar

Mannar ist über die Fernstraße A32 mit Jaffna und über die A30 mit Vavuniya verbunden. Die 157 m lange Mannar Bridge vom Festland zur Insel Mannar wurde im März 2010 eingeweiht, nachdem der Vorgängerbau von 1930 im Bürgerkrieg 1990 zerstört worden war. 1914 wurde die 106 km lange Eisenbahnlinie Mannar Line mit 11 Stationen von Medawachchiya nach Talaimannar am nordwestlichen Ende der Mannar-Insel fertiggestellt.

## Wirtschaft
Wichtigster Wirtschaftszweig im Distrikt ist die Fischerei. Perl- und Austernfischerei haben an der Küste zwischen Mannar und Karaitivu eine lange Tradition. Fischfang spielt für die Wirtschaft Sri Lankas insgesamt allerdings nur eine untergeordnete Rolle, da die Fischgründe um die Insel wenig ergiebig sind.
Der See Giant's Tank, in dessen Nähe sich das 43 km² große Naturschutzgebiet Giant's Tank Sanctuary befindet, liegt fast genau in der Mitte des Distrikts und dient der künstlichen Bewässerung für den Reisanbau eines fast 100 km² großen Gebietes. Möglicherweise wurde er bereits im 5. Jahrhundert auf Befehl von König Dhatusena von Anuradhapura angelegt und im 12. Jahrhundert auf Geheiß von König Parakramabahu I von Polonnaruwa restauriert.
Der Tourismus ist im Distrikt Mannar nur von geringer Bedeutung. Von der einheimischen Bevölkerung viel besucht werden der katholische Marienwallfahrtsort Madhu am Rande des Madhu-Road-Nationalparks und das hinduistische Heiligtum Thirukethiswaram Kovil. Um den See Giant's Tank breitet sich das Naturschutzgebiet Giant's Tank Sanctuary aus. Talaimannar, das wegen seiner Perlenfischerei, seines 1915 erbauten Leuchtturms sowie für seine bis zum Bürgerkrieg bestehende, frühere Eisenbahn- und Fährverbindung nach Rameswaram in Indien bekannt ist, wird von Kitesurfern aufgesucht.
Im Küstenort Arippu südlich von Mannar  ist die Ruine einer kleinen portugiesischen Festung mit zwei Bastionen erhalten, die 1658 von den Niederländern erobert wurde und später auf Geheiß von Fredrick North, dem ersten britischen Gouverneur des Landes, in ein Wohnhaus für die Offiziere, die die Perlenfischerei im Distrikt Mannar beaufsichtigten, umgebaut.
Der Distrikt Mannar war der einzige der an der Küste gelegenen Distrikte Sri Lankas, bei dem durch den Tsunami von 2004 keine größeren Schäden entstanden und Menschen nicht zu Schaden kamen.

## Verwaltung

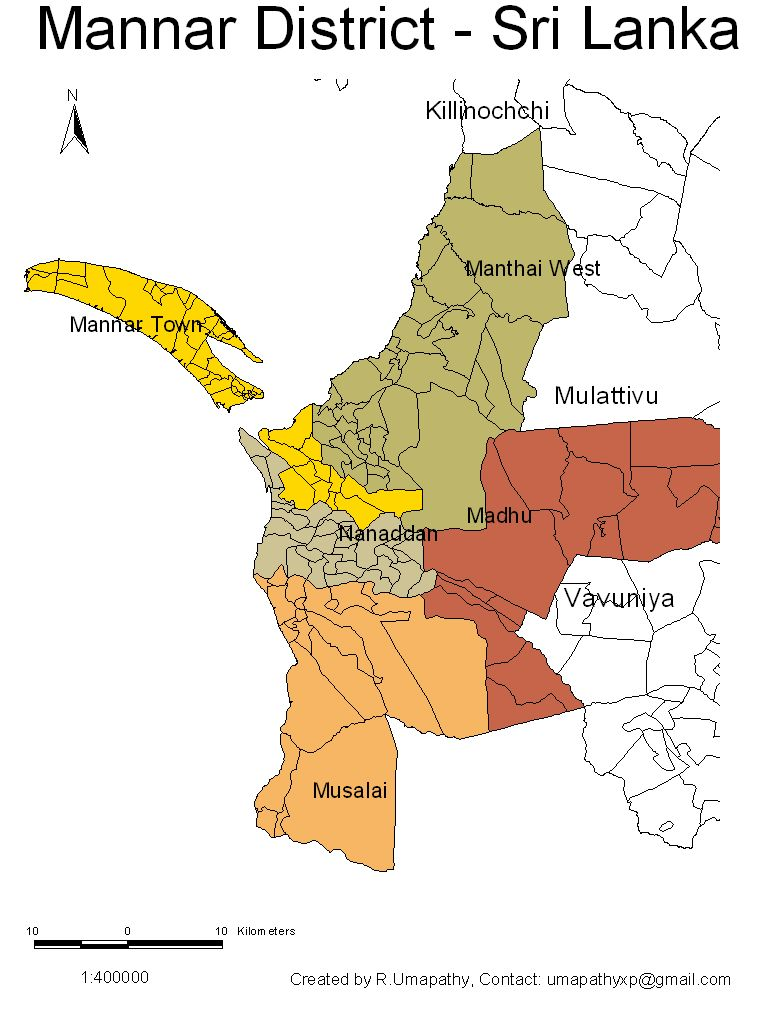
Divisionen des Distrikts Mannar

Der Vorsteher des Distrikts trägt den Titel District Secretary. Der Distrikt ist weiter in fünf Divisionen (unter einem Division Secretary) unterteilt. Die Städte und größeren Orte haben eine eigene Verwaltung (Gemeindeparlament oder Gemeinderat). Es gibt 153 Dorfverwaltungen (Grama Niladharis) für die 621 Dörfer im gesamten Distrikt.
| Name            | Hauptort              | Einwohner 2012 | Fläche in km² | Dichte | GN  | Dörfer |
| --------------- | --------------------- | -------------- | ------------- | ------ | --- | ------ |
| Madhu           | Periyapandivirichchan | 7.711          | 553           | 14     | 17  | 76     |
| Mannar Town     | Mannar                | 51.078         | 212           | 241    | 49  | 153    |
| Manthai West    | Adampan               | 14.771         | 608           | 24     | 36  | 121    |
| Musalai         | Chilawathurai         | 8.119          | 475           | 17     | 20  | 115    |
| Nanaddan        | Nanaddan              | 17.891         | 148           | 121    | 31  | 156    |
| Distrikt Mannar | Mannar                | 99.570         | 1.880         | 53     | 153 | 621    |